# Mourniés (ort i Grekland, Nomós Chaniás)
Mourniés är en ort i Grekland.   Den ligger i prefekturen Nomós Chaniás och regionen Kreta, i den södra delen av landet, 280 km söder om huvudstaden Aten. Mourniés ligger 51 meter över havet och antalet invånare är 5 318.
Terrängen runt Mourniés är kuperad åt sydost, men åt nordväst är den platt. Havet är nära Mourniés norrut. Runt Mourniés är det glesbefolkat, med 16 invånare per kvadratkilometer. Närmaste större samhälle är Chania, 3,6 km norr om Mourniés. 